# Ruska vojna mornarica
Ruska vojna mornarica (rusko Военно-морской флот, latinizirano: Vojenno-morskoj flot, dob. 'Vojna mornarica', kratica VMF) je pomorska veja Oboroženih sil Ruske federacije. Ustanovljena je bila leta 1696, v sedanji obliki pa obstaja od januarja 1992, ko je nasledila vojno mornarico Skupnosti neodvisnih držav (ki je nasledila Sovjetsko vojno mornarico po razpadu Sovjetske zveze konec decembra 1991).
Prvo predhodnico sodobne ruske vojne mornarice je oktobra 1696 ustanovil Peter Veliki. Njemu se pripisuje pogosto navajana izjava: »Vladar, ki ima samo pehoto, ima eno roko, ampak tisti, ki ima mornarico, ima obe«. Simbole ruske vojne mornarice, kot je prapor sv. Andreja in večina tradicij, je določil Peter Veliki osebno.
Ruska vojna mornarica, ki je nasledila veliko večino opreme in infrastrukture Sovjetske vojne mornarice, se deli na Severno floto, Tihooceansko floto, Črnomorsko floto, Baltsko floto, Kaspijsko flotiljo, 5. operativno eskadro na Bližnjem vzhodu, mornariško letalstvo in Obalne enote.
Po razpadu Sovjetske zveze je sposobnosti Ruske vojne mornarice precej prizadel nižji proračun in zaton ladjedelniške panoge ter panoge vzdrževanja ladij. Število ladij, sposobnih plovbe, in gradnja novih sta dramatično upadla.

## Zgodovina
Po letu 2000 je začela gradnja novih plovil, zlasti podmornic, dobivati pospešek in Ruska vojna mornarica je začela prejemati v uporabo strateške jedrske podmornice razreda Borej, jurišne jedrske podmornice razreda Jasen in dizel-električne podmornice razredov Varšavjanka ter Lada. Gradnja ladij poteka v omejenem obsegu, kar je skladno z usmeritvijo sovjetske vojne mornarice, da s svojimi podmornicami oblikuje protiutež ameriški vojni mornarici; gradnja površinske flote, temelječe na letalonosilkah, bi bila neprimerna za geografski položaj z zaprtimi morji obdane Rusije, in predraga. Novozgrajene ladje so zgrajene v okviru razredov fregat Admiral Gorškov in Burevestnik ter korvet Steregušči, Bujan in Karakurt. V manjši meri so grajene tudi amfibijskodesantne ladje razredov Ivan Gren in Ivan Rogov. Večje ladje, kot so raketni rušilci razredov Sarič in Fregat, raketne križarke razredov Atlant ter Orlan in letalonosilke sovjetske proizvodnje, so po drugi strani množično modernizirane in se uporabljajo naprej. Globoke modernizacije so bile deležne tudi jurišne jedrske podmornice razredov Ščuka-B in Antej, ki bodo postale nosilke sodobnih manevrirnih izstrelkov 3M-54 Kalibr, P-800 Oniks in 3M-22 Cirkon.
Poleg tega se je po letu 2000 v ruski vojni mornarici zaradi finančnih injekcij v panogo vzdrževanja ladij in podmornic stanje pripravljenosti začelo izboljševati. To je razvidno iz večjega števila mornariških vaj in odprav na večje razdalje. Prve večje mornariške vaje v samostojni Rusiji so potekale avgusta 2000, po zaostritvi odnosov z zahodnimi državami leta 2014 pa so začele potekati v večjem obsegu. Podobno se je povečalo število daljinskih odprav, med katerimi izstopa obplutje sveta fregate Admiral Gorškov med 26. februarjem in 19. avgustom 2019, prve takšne odprave v ruski vojni mornarici po letu 1889.

### Novejša zgodovina
Od 2. aprila 2024 je vrhovni poveljnik Ruske vojne mornarice admiral Aleksandr Aleksejevič Mojsejev, ki je na položaju zamenjal admirala Nikolaja Anatoljeviča Jevmenova, ta pa je zamenjal Vladimirja Ivanoviča Koroljova. Njegov namestnik je od leta 2021 admiral Aleksandr Mihajlovič Nosatov.
14. julija 2021 je ladjedelnica Sevmaš, ki izdeluje jedrske podmornice, sporočila, da je prvič v več desetletjih več jedrskih podmornic različnih razredov na morskem preizkušanju. Poleti 2021 so bile sočasno na morskih preizkušanjih tri jedrske podmornice: Knjaz Oleg razreda Borej-A, Novosibirsk razreda Jasen-M in Belgorod predelanega razreda Antej. Zadnjič, da so bile v Rusiji ali Sovjetski zvezi sočasno na preizkušanjih strateška jedrska podmornica in dve jurišni jedrski podmornici različnih razredov je bilo leta 1990, med preizkušanji strateške jedrske podmornice razreda Delfin Novomoskovsk in jurišnih jedrskih podmornic razredov Antej in Ščuka-B Čeljabinsk in Narval. Povečano število morskih preizkušanj je tako še eden izmed pokazateljev višje hitrosti gradnje vojaških ladij in podmornic v Rusiji.

#### Rusko-gruzijska vojna
Avgusta 2008 je gardna raketna križarka Črnomorske flote Moskva zagotavljala pomorsko podporo v rusko-gruzijski vojni. Med kratkim površinskim spopadom je Gruzijska vojna mornarica zadela Moskvo z enim izstrelkom, preden je bila sama uničena. Po tem, ko je Rusija priznala neodvisnost Abhazije, je bila ladja nameščena v abhazijski prestolnici Suhumi.

#### Rusko posredovanje v sirski državljanski vojni
Jeseni 2015 je prišlo do ruske vojaške intervencije v sirski državljanski vojni na strani sirske vlade, ki je potekala predvsem z letalskimi silami.
Konec leta 2016 je bila pred sirsko obalo nameščena tudi bojna skupina ruske letalonosilke Admiral Kuznjecov skupaj s težko jedrsko raketno križarko Pjotr Veliki in raketnima rušilcema Severomorsk in Vice-admiral Kulakov. Admiral Kuznjecov je s posredovanjem v vojni doživel bojni krst, saj so njegovi palubni lovci MiG-29K in Su-33 opravili več napadov na tarče islamskih skrajnežev, v sklopu katerih so izgubili dve letali.
Rusko intervencijo je podpirala tudi Črnomorska flota, ki je s svojimi amfibijskimi ladjami razredov Ropuča in Tapir prevažala vojaško tehniko iz Sevastopola v rusko pomorsko oporišče Tartus. Ruske fregate razreda Burevestnik, korvete razreda Bujan in podmornice razreda Varšavjanka so na sirske cilje sprožile tudi napade z manevrirnimi raketami 3M-54 Kalibr.

#### Rusko-ukrajinska vojna
Po priključitvi Krima Rusiji leta 2014 je Francija odpovedala dobavo dveh nosilk helikopterjev razreda Mistral, ki jih je naročila Rusija. 3. septembra 2014 je francoski predsednik sporočil, da ladij ne bodo dostavili Rusiji zaradi njenih nedavnih dejanj. 5. avgusta 2015 so sporočili, da bo Francija vrnila vnaprejšnja plačila Rusije, ladji pa obdržala.
Leta 2022 se je Ruska vojna mornarica udeležila ruske invazije na Ukrajino, začenši z bitko za Kačji otok. Ruska gardna raketna križarka Moskva se je 14. aprila 2022 potopila, po tem ko je na njej izbruhnil požar in je bila posadka prisiljena zapustiti ladjo. Ukrajinske oborožene sile so sporočile, da so ladjo zadele z  dvema raketama Neptun, vendar Ruska vojna mornarica tega ni potrdila. Ladja se je nato med poskusom vleke prevrnila in potonila. Potopitev Moskve je največja ruska mornariška izguba po drugi svetovni vojni.
Poleg tega je bilo v času rusko-ukrajinske vojne poškodovanih ali potopljenih več ruskih amfibijskodesantnih ladij. 24 marca 2022 je bila v ukrajinskem napadu na Berdjansk potopljena ladja Saratov, poškodovani pa sta bili ladji Cesar Kunikov in Novočerkassk. 4. avgusta 2023 je bila v ukrajinskem napadu na Novorosijsk z brezpilotnim plovilom poškodovana tudi ladja Olenogorski Gornjak. 13. septembra 2023 je v ukrajinskem raketnem napadu na ladjedelnico v Sevastopolu bila zadeta podmornica B-237 Rostov na Donu ter pristajalna ladja Minsk. Obe plovili sta bili sodeč po javno dostopnih satelitskih posnetkih hudo (po nekaterih ocenah nepopravljivo) poškodovani. 22. septembra 2023 je Ukrajina v raketnem napadu zadela poveljstvo Črnomorske flote v Sevastopolu ter domnevno ubila viceadmirala Viktorja Sokolova. Po tem so ostanke stavbe poveljstva okupacijske oblasti razstrelile. 26. decembra 2023 je bila po poročanju ukrajinskih letalskih sil v napadu na pristanišče v Feodoziji uničena desantna ladja Novočerkassk (prvič poškodovana že marca 2022). Ruske okupacijske oblasti so poročale, da je bila ladja le poškodovana, vendar iz slik posnetih po napadu je bilo razvidno, da je bil Novočerkassk uničen. V februarju 2024 je ukrajinska obveščevalna služba objavila posnetka napada s povodnimi droni in sledečega uničenja korvete Ivanovec ter dva tedna kasneje še desantne ladje Cezar Kunikov.

### Vodstvo
- Avgust 1992–november 1997, admiral flote Feliks Nikolajevič Gromov[84]
- November 1997–september 2005, admiral flote Vladimir Ivanovič Kurojedov[85]
- September 2005–september 2007, admiral flote Vladimir Vasiljevič Masorin[86]
- September 2007–maj 2012, admiral Vladimir Sergejevič Visocki[87]
- Maj 2012–februar 2016, admiral Viktor Viktorovič Čirkov[88]
- Februar 2016–maj 2019, admiral Vladimir Ivanovič Koroljov[89]
- Maj 2019–marec 2024, admiral Nikolaj Anatoljevič Jevmenov[51]
- Marec 2024–sedanjost, admiral Aleksandr Aleksejevič Mojsejev[50]

## Sestava
Od leta 2012 je sedež ruske vojne mornarice ponovno v stavbi Admiralti v Sankt Peterburgu. Ruske mornariške sile so mešanica profesionalnih in vpoklicanih mornarjev, ki služijo enoletni vojaški rok. Skupno število mornarjev v vojni mornarici je bilo leta 2020 ocenjeno med 150.000–160.000 (leta 2006: 142.000). Leta 2008 so napovedali selitev štaba vojne mornarice na mesto zgodovinskega poveljstva ruske imperialne mornarice. Selitev je bila dokončana novembra 2012.
Ruska vojna mornarica je razdeljena na štiri bojne rodove: površinske sile, podmorniške sile, mornariško letalstvo in obalne enote. Vojna mornarica poleg tega vključuje tudi podporne enote na morju in na kopnem. Ne vključuje posebnih enot. Mornariške brigade specnaz so del Glavnega obveščevalnega direktorata, ki so pridružene posameznim flotam ter Protidiverzantskim silam in sredstvom (PDSS; enote, ki ščitijo vojno mornarico pred vdori sovražnikovih posebnih enot). Spadajo pod Obalne enote.
Med hladno vojno so Sovjetske oborožene sile razlikovale med različnimi mornariškimi poveljstvi. Glavni floti sta bili Severna in Tihooceanska flota. Zadolženi sta bili za samostojne operacije na odprtem morju in sta za ta namen vključevali strateške površinske, podmorniške in zračne sile, vključno z državnim jedrskim sredstvom odvračanja. Baltska in Črnomorska flota sta dobili zaradi omejene geografije Baltskega in Črnega morja bolj premišljeno vlogo pri podpiranju sosednjih kopenskih enot (Glavno poveljstvo enot v zahodni smeri v Legnici (Poljska) in Glavno poveljstvo enot v jugozahodni smeri v Kišinjevu).
Ti dve floti sta bili oboroženi z oboroženimi sistemi krajšega dosega (dizel-električne podmornice, bombniki Su-24 in večja količina fregat ter korvet). Zaradi zaprte narave Kaspijskega morja (sicer povezanega z Baltskim in Črnim morjem z reko Volgo in sistemom rek in kanalov, ki so plovni za ladje v velikosti korvete), je imela njegova Kaspijska flotilja še bolj omejeno vlogo od ostalih: obrambno vlogo s podpiranjem Glavnega poveljstva enot v južni smeri v Bakuju.
S koncem hladne vojne je sledilo opazno zmanjšanje enot. Pred rusko vojaško reformo 2008 so bile štiri flote enakovredne šestim vojaškim okrožjem. Ko so ukrepi reforme stopili v veljavo, je bilo število vojaških okrožij zmanjšano in so postala Kombinirana strateška poveljstva in štiri flote ter ena flotilja so jim bile podrejene, z enakim statusom kot kopenske in zračne armade.
Zaradi povečanega zanimanja Rusije v Arktični regiji in pomena ruske zahodne/severozahodne mornariške obrambe je postala Severna flota 12. decembra 2014 osnova novonastalega petega Kombiniranega strateškega poveljstva Severna flota (s 1. januarjem 2021 polnopravno vojaško okrožje – Severno vojaško okrožje). Leta 2021 je rusko ministrstvo za obrambo trdilo, da razmišljajo o ustanovitvi nove flote, pristojne za Arktiko. 26. februarja 2024 je bilo Severno vojaško okrožje ukinjeno, to območje pa je bilo priključeno Leningrajskemu vojaškemu okrožju.

### Podmorniške in površinske sile
Podmorniške in površinske sile pomenijo hrbtenico vojne mornarice. Podmornice so del namenskih podmorniških eskader in flotilj ali del eskader in flotilj, mešanih s površinskimi silami. Ruska vojna mornarica ohranja rigidno sestavo, katere ravni poveljstva bi lahko po vojaških pravilih neposredno izenačili z ustreznimi kopenskimi in zračnimi ustrezniki.

### Obalne enote
Obalne enote so sestavljene iz Mornariške pehote in Obalnih raketnih in artilerijskih enot.
Ruska mornariška pehota je amfibijska sila ruske vojne mornarice in izvira iz časa, ko je Peter Veliki izdal dekret o pehotnem polku z mornariško opremo leta 1705. Od svoje ustanovitve je doživela boj v napoleonskih vojnah, krimski vojni, rusko-japonski vojni, prvi in drugi svetovni vojni, čečenskih vojnah in rusko-gruzijski vojni. Pod vodstvom admirala Sergeja Georgijeviča Gorškova med hladno vojno je Sovjetska vojna mornarica razširila doseg mornariške pehote in jo večkrat namestila po različnih delih sveta. Od razpada Sovjetske zveze se je njen pomen zelo zmanjšal.
Sovjetska mornariška pehota in njena ruska naslednica imata sloves elitnih jurišnih enot. Zaradi njihovih črnih uniform in srditega nastopa v bojih v Črnem in Baltskem morju med drugo svetovno vojno je sovjetska mornariška pehota dobila vzdevek »črna smrt« (nemško der schwarze Tod). Ruska mornariška pehota je mehanizirana sila, organizirana v brigade, samostojne polke in samostojne bataljone. Vsaka brigada ima tankovski bataljon, bataljon samovozne artilerije, bataljon samovozne zračne obrambe, bataljon mehanizirane mornariške pehote, druge podporne enote in en zračno-desantni bataljon mornariške pehote, opremljen s padali, z nalogo voditi amfibijska izkrcanja.
Enote za obalno obrambo ruske vojne mornarice so navadne mehanizirane brigade z glavno nalogo preprečevati sovražnikova amfibijska izkrcanja. Primer teh so enote za obalno obrambo Baltske flote. Po letu 2010 prihaja do integracije mornariške pehote in enot za obalno obrambo zaradi poenostavitve strukture mornariškega poveljevanja in tudi nove arktične brigade mornariške pehote, ki so v procesu oblikovanja v Severnem vojaškem okrožju, spadajo v ta proces.
Tudi enote obalne artilerije igrajo pomembno vlogo za vojno mornarico. Zaradi geografije Barentsovega, Baltskega, Črnega in Ohotskega, pa tudi Kaspijskega morja je nameščanje obalnih protiladijskih sistemov v vlogi preprečevanja dostopa sovražniku zelo učinkovito. Uporabljajo sistem nadzvočnih protiladijskih raket K-300P Bastion-P z raketami P-800 Oniks, sistem podzvočnih raket 3K60 Bal z raketami H-35, rakete 3M-54 Kalibr, A-222E Bereg-E 130 mm obalni mobilni artilerijski sistem in samovozne sisteme za zračno obrambo.
Mornariško pehoto in obalne enote vodi namestnik poveljnika za mornariško pehoto ruske vojne mornarice, generalpolkovnik Aleksandr Nikolajevič Kolpacenko. Njihovo geslo je »Tam kjer smo mi, tam je zmaga!«.

### Mornariško letalstvo
Prve enote mornariškega letalstva v Rusiji so oblikovali med letoma 1912 in 1914 v sklopu Baltske in Črnomorske flote. Od svoje ustanovitve je sodelovalo v ruski državljanski vojni, drugi svetovni vojni in mnogih drugih spopadih po Evropi, Bližnjem vzhodu in Aziji. Med hladno vojno je mornariško letalstvo vodilo politiko nameščanja velikega števila bombnikov v mornariški jurišni vlogi za nasprotovanje ameriški obsežni floti letalonosilk. Leta 1989 je uporabljalo več kot 1000 letal, od katerih je bila večina bombnikov, kot sta Tu-22M in Tu-16.
Od padca Sovjetske zveze se je precej zmanjšalo. Bombniki Tu-22M so bili predani Vojnemu letalstvu in od takrat bojna moč mornariškega letalstva temelji na letalih Su-30, Su-35, Su-33, MiG-29K in Su-34, ki nadomeščajo starejše Su-24.
Leta 2007 so Rusko mornariško letalstvo sestavljale naslednje enote:
- Mornariško raketno letalstvo
- Obalno protipodmorniško letalstvo[114]
- Jurišno letalstvo[114]
- Obalno lovsko letalstvo[114]
- Izvidniško letalstvo[114]
- Ladijsko letalstvo (lovska letala in protipodmorniški zrakoplovi)
- Pomožne zračne enote

### Predpona
Niti revija Jane's Fighting Ships, niti institut International Institute for Strategic Studies ne navajata standardnih predpon za ladje ruske vojne mornarice. Ameriška vlada včasih uporablja predpono RFS (»Russian Federation Ship«), vendar sama Ruska vojna mornarica ne uporablja tega dogovora.

## Čini in oznake

### Častniki
Naslednja preglednica činov v vojni mornarici prikazuje čine Ruske federacije. Čin je naveden najprej v ruščini in nato v slovenskem prečrkovanju. Čini:
| Ruska vojna mornarica ·     |                             |                 |                 |                           |                           |                             |                             |                                       |                                       |                                       |                                       |                                       |                                       |                                     |                                     |                                     |                                     |                     |                     |                                     |                                     |                 |                 |                 |                 |                 |                 |                 |                 |                 |                 |                 |                 |
| Адмирал флота Admiral flota | Адмирал флота Admiral flota | Адмирал Admiral | Адмирал Admiral | Вице-адмирал Vice-admiral | Вице-адмирал Vice-admiral | Контр-адмирал Kontr-admiral | Контр-адмирал Kontr-admiral | Капитан 1-го ранга Kapitan 1-go ranga | Капитан 1-го ранга Kapitan 1-go ranga | Капитан 2-го ранга Kapitan 2-go ranga | Капитан 2-го ранга Kapitan 2-go ranga | Капитан 3-го ранга Kapitan 3-go ranga | Капитан 3-го ранга Kapitan 3-go ranga | Капитан-лейтенант Kapitan-lejtenant | Капитан-лейтенант Kapitan-lejtenant | Старший лейтенант Staršij lejtenant | Старший лейтенант Staršij lejtenant | Лейтенант Lejtenant | Лейтенант Lejtenant | Младший лейтенант Mladšij lejtenant | Младший лейтенант Mladšij lejtenant | Курсант Kursant | Курсант Kursant | Курсант Kursant | Курсант Kursant | Курсант Kursant | Курсант Kursant | Курсант Kursant | Курсант Kursant | Курсант Kursant | Курсант Kursant | Курсант Kursant | Курсант Kursant |

### Podčastniki in mornarji
Čini podčastnikov in mornarjev:
| Ruska vojna mornarica ·      |                              |                              |               |               |               |                                                        |                                                        |                                  |                                  |                                     |                                     |                                     |                                     |                                     |                                     |                                     |                                     |                                     |                                     |                                     |                                     |                              |                              |                              |                              |               |               |               |               |               |               |               |               |               |               |
| Старший мичман Starši mičman | Старший мичман Starši mičman | Старший мичман Starši mičman | Мичман Mičman | Мичман Mičman | Мичман Mičman | Главный корабельный старшина Glavni karabelni staršina | Главный корабельный старшина Glavni karabelni staršina | Главный старшина Glavni staršina | Главный старшина Glavni staršina | Старшина 1 статьи Staršina 1 statji | Старшина 1 статьи Staršina 1 statji | Старшина 1 статьи Staršina 1 statji | Старшина 1 статьи Staršina 1 statji | Старшина 1 статьи Staršina 1 statji | Старшина 1 статьи Staršina 1 statji | Старшина 2 статьи Staršina 2 statji | Старшина 2 статьи Staršina 2 statji | Старшина 2 статьи Staršina 2 statji | Старшина 2 статьи Staršina 2 statji | Старшина 2 статьи Staršina 2 statji | Старшина 2 статьи Staršina 2 statji | Старший матрос Starši matros | Старший матрос Starši matros | Старший матрос Starši matros | Старший матрос Starši matros | Матрос Matros | Матрос Matros | Матрос Matros | Матрос Matros | Матрос Matros | Матрос Matros | Матрос Matros | Матрос Matros | Матрос Matros | Матрос Matros |

## Oprema

### Ladje in podmornice
Glej Seznam aktivnih ladij v ruski vojni mornarici.

### Zrakoplovi
Glej Flota ruskega mornariškega letalstva.

## Vojaška okrožja in flote
Rusko vojno mornarico sestavljajo štiri flote, ena flotilja in ena eskadra, ki so podrejene vojaškim okrožjem.

### Leningrajsko vojaško okrožje– Leningrajsko kombinirano strateško poveljstvo

#### Severna flota
Severna flota je največja ruska flota. V njeni sestavi je edina letalonosilka Admiral Kuznjecov in večina jedrskih podmornic, križark ter rušilcev. Ladje:
- 43. divizija raketnih ladij (Severomorsk):
  - Letalonosilka Admiral Kuznjecov razreda Admiral Kuznjecov (na remontu)[118]
  - Težka jedrska raketna križarka razreda Orlan:
    - Admiral Nahimov (na modernizaciji)[119]
    - Pjotr Veliki (aktivna)[120][121]

  - Raketna križarka Maršal Ustinov razreda Atlant (aktivna)[122][123][124][125]
  - Raketni rušilec Admiral Ušakov razreda Sarič (aktivna)[126]
- 2. divizija protipodmorniških ladij (Severomorsk):
  - Raketni rušilec razreda Fregat:
    - Vice-admiral Kulakov (aktiven)[127]
    - Severomorsk (aktiven)[128]
    - Admiral Levčenko (aktiven)[129][130]
    - Admiral Čabanenko (na modernizaciji)[131]

  - Fregata razreda Admiral Gorškov:
    - Admiral Gorškov (aktivna)[132]
    - Admiral Kasatonov (aktivna)[133]
    - Admiral Golovko (aktivna)[134]
- 31. divizija podmornic (Gadžijevo, zaliv Jagelnaja guba):
  - Strateška jedrska podmornica razreda Delfin:[135]
    - Verhoturje (aktivna)[136]
    - Tula (aktivna)[136][137][138]
    - Brjansk (na modernizaciji)[139][140]
    - Karelija (aktivna)[136][141]
    - Novomoskovsk (aktivna)[142][143]

  - Strateška jedrska podmornica razreda Borej:
    - Jurij Dolgoruki (aktivna)[144]
    - Knjaz Vladimir (aktivna)[145]
- 24. divizija podmornic (Gadžijevo, zaliv Jagelnaja guba):
  - Jurišna jedrska podmornica razreda Ščuka-B (6, od tega 2 na modernizaciji, 1 na remontu in 1 v rezervi)[146][147][148][149]
- 11. divizija podmornic (zaliv Zapadnaja Lica (s stranskima zalivoma Bolšaja Lopatkina guba in Nerpičja guba)): 
  - Jurišna jedrska podmornica razreda Antej:
    - Smolensk (aktivna)[150][151][152]
    - Orjol (aktivna)[153][154]

  - Jurišna jedrska podmornica razreda Ščuka (2, od tega obe na remontu)[155]
  - Jurišna jedrska podmornica razreda Jasen:
    - Severodvinsk (aktivna)[156][157][158]
    - Kazan (aktivna)[159]
    - Arhangelsk (aktivna)[160]
- 7. divizija podmornic (zaliva Ara guba in Ura guba): 
  - Jurišna jedrska podmornica razreda Kondor (2)[161][162]
- 4. flotilja podmornic (Poljarni):
  - Dizel-električna podmornica razreda Paltus (4, od tega 2 v rezervi)[163][164]
  - Dizel-električna podmornica razreda Lada (1)[165]

### Vzhodno vojaško okrožje– Vzhodno kombinirano strateško poveljstvo

#### Tihooceanska flota
Tihooceanska flota je druga največja ruska flota. Število jedrskih podmornic, rušilcev in križark je v grobem primerljivo s Severno floto, vendar je število operativnih ladij (ladij, ki niso na remontu) manjše in povprečna starost ladij je višja. Ladje:
- Primorska flotilja (Vladivostok):
  - 36. divizija ladij (Vladivostok):
    - Raketna križarka razreda Atlant:
      - Varjag (aktivna)[166]

    - Raketni rušilec razreda Fregat:
      - Admiral Tribuc (aktiven)[167][168]
      - Maršal Šapošnikov (aktiven)[169]
      - Admiral Vinogradov (na modernizaciji)[170]
      - Admiral Panteljejev (aktiven)[171]

  - 165. brigada ladij (Vladivostok):
    - Korveta razreda Steregušči (5)[172]

  - 19. brigada podmornic (Vladivostok):
    - Dizel-električna podmornica razreda Paltus (3, od tega 2 v rezervi)[173]
    - Dizel-električna podmornica razreda Varšavjanka (6, od tega 1 v Baltskem morju)[174][175][176][177][178]
- 16. eskadra podmornic reda rdeče zastave (Viljučinsk):
  - 25. divizija podmornic (Viljučinsk):
    - Strateška jedrska podmornica razreda Borej:
      - Aleksandr Nevski (aktivna)[179]
      - Vladimir Monomah (aktivna)[180]
      - Knjaz Oleg (aktivna)[181]
      - Generalissimus Suvorov (aktivna)[182]
      - Imperator Aleksandr III (aktivna)[183]
      - Knjaz Požarski (aktivna)[184]

    - Jurišna jedrska podmornica razreda Jasen (1):
      - Novosibirsk (aktivna)[185]
      - Krasnojarsk (aktivna)[186][187]

    - Jurišna jedrska podmornica razreda Antej:
      - Irkutsk (na modernizaciji)[188]
      - Čeljabinsk (na modernizaciji)[189]
      - Tver (neaktivna)[190]
      - Omsk (aktivna)[191]
      - Tomsk (aktivna)[191][192]

    - Jurišna jedrska podmornica razreda Ščuka-B (4, od tega 1 na modernizaciji, 1 na remontu in 1 v rezervi)[193][194]

### Južno vojaško okrožje– Južno kombinirano strateško poveljstvo

#### Črnomorska flota
Črnomorska flota deluje iz oporišč Sevastopol in Novorossijsk ter je zaradi nakupov dizel-električnih podmornic, fregat in korvet po letu 2010 med najsodobnejšimi ruskimi flotami. Ladje:
- 30. divizija ladij (Sevastopol):
  - Fregata razreda Burevestnik (projekt 11356R):
    - Admiral Grigorovič (aktivna)[195]
    - Admiral Essen (aktivna)[196]
    - Admiral Makarov (aktivna)[197]

  - Fregata razreda Burevestnik (projekt 1135):
    - Pitlivi (aktivna)[198]
    - Ladni (aktivna)[199]

  - Korveta razreda Steregušči (1)[200][201]
- 41. brigada raketnih čolnov (Sevastopol):
  - Korveta razreda Bujan:
    - Višni Voločjok[202]
    - Orehovo-Zujevo[203]
    - Ingušetija[204]
    - Grajvoron[205]

  - Korveta razreda Karakurt (1)[206]
- 4. brigada podmornic (Sevastopol):
  - Dizel-električna podmornica razreda Varšavjanka:
    - Novorossijsk (aktivna)[207]
    - Rostov na Donu (močno poškodovana)[208]
    - Stari Oskol (aktivna)[209]
    - Krasnodar (aktivna)[210]
    - Veliki Novgorod (aktivna)[211]
    - Kolpino (aktivna)[212]

  - Dizel-električna podmornica razreda Paltus:
    - Alrosa (aktivna po remontu 2014–2022)[213]

#### Kaspijska flotilja
Kaspijska flotilja je najmanjša in najsodobnejša enota ruske vojne mornarice. Po letu 2000 je bila obnovljena z dvema fregatama razreda Gepard in šestimi korvetami razreda Bujan. Ladje:
- 106. brigada ladij (Mahačkala):
  - Fregata razreda Gepard:
    - Tatarstan (aktivna)[214]
    - Dagestan (aktivna)[214][215]

  - Korveta razreda Bujan:
    - Grad Svijažsk (aktivna)[216]
    - Uglič[217]
    - Veliki Ustjug[218][219]
- 73. brigada ladij (Astrahan):
  - Korveta razreda Bujan:
    - Astrahan[220]
    - Volgodonsk[221]
    - Mahačkala[222]

#### 5. operativna eskadra
5. operativna eskadra je enota ruske vojne mornarice v Sredozemskem morju. Deluje iz oporišča Tartus v Siriji. Enota je delovala v letih 1963–1993 in ponovno od leta 2013. Običajno jo sestavljata dve dizel-električni podmornici, ena fregata, ena korveta, pomožne ladje in ladje drugih ruskih flot, ki se trenutno nahajajo v Sredozemskem morju. Ladje:
- Fregata razreda Burevestnik (11356R) (1 fregata Črnomorske flote premeščena v Sredozemsko morje) [223][224]
- Korveta razreda Bujan (1) (1 korveta Črnomorske flote premeščena v Sredozemsko morje)
- Dizel-električna podmornica razreda Varšavjanka (2 podmornici Črnomorske flote, premeščeni v oporišče Tartus, Sirija)

Oktobra 2022 so bile v Sredozemskem morju tri okrepitve Tihooceanske in Severne flote: raketna križarka Varjag, raketni rušilec Admiral Tribuc in fregata Admiral Kasatonov (vse tri od začetka februarja 2022).

### Moskovsko vojaško okrožje– Moskovsko kombinirano strateško poveljstvo

#### Baltska flota
Baltska flota je najmanjša med ruskimi flotami, od nje je manjša samo Kaspijska flotilja. Uporablja pretežno manjše ladje in za razliko od ostalih flot uporablja samo eno podmornico iz sovjetskega obdobja. Kljub temu velja za prestižno in najstarejšo med ruskimi flotami ter edino, odlikovano z dvema redoma rdeče zastave. Ladje:
- 128. brigada ladij (Baltijsk):
  - Raketni rušilec razreda Sarič:
    - Nastojčivi (v rezervi)[227][228]

  - Fregata razreda Jastreb:
    - Neustrašimi (aktivna po remontu 2014–2022)[229]
    - Jaroslav Mudri (aktivna)[230]

  - Korveta razreda Steregušči:
    - Steregušči (na remontu)[231][232]
    - Soobrazitelni (aktivna)[233]
    - Bojki (aktivna)[234]
    - Stojki (aktivna)[235]
- 36. brigada raketnih ladij in čolnov (Baltijsk):
  - Korveta razreda Bujan:
    - Zeleni dol[236]
    - Serpuhov[236]
    - Grad[237]
    - Naro-Fominsk[134]

  - Korveta razreda Karakurt:
    - Mitišči[238]
    - Sovjetsk[239]
    - Odincovo[240]
- 123. brigada podmornic (Kronštat):
  - Dizel-električna podmornica razreda Paltus:
    - Dmitrov (aktivna)[241]

## Prihodnost in modernizacija
Leta 2007 je bil potrjen desetletni finančni program, v okviru katerega je vojna mornarica dobila največ sredstev od vseh treh vej in enako količino sredstev kot Strateške raketne sile, kar je bilo prvič v sovjetski in ruski zgodovini. Do leta 2020 je Rusija načrtovala dobavo šestih novih fregat razreda Admiral Gorškov, več jedrskih podmornic razredov Jasen in Borej ter množično modernizacijo obstoječih jedrskih podmornic razredov Ščuka-B in Antej ter rušilcev razreda Fregat. Prav tako je načrtovala nakup dveh nosilk helikopterjev iz Francije, vendar je bila kupčija odpovedana po začetku vojne v Donbasu.
Program velja za neuspešnega, saj večina ladij do leta 2020 ni bila dostavljena zaradi proizvodnih težav v ladjedelnicah in tehničnih ter finančnih omejitev po nastopu sankcij po priključitvi Krima in začetku vojne v Donbasu. Kljub temu program modernizacije poteka naprej in po letu 2020 se je prihod novih ladij in podmornic pospešil. Ruska vojna mornarica je v novem desetletnem programu oboroževanja 2018–2027 prejela podoben znesek sredstev kot vojno letalstvo in kopenske sile.

### Podmornice
Za rusko vojno mornarico so podobno kot za sovjetsko vojno mornarico grajene predvsem podmornice, ki imajo v primerjavi z ladjami večjo možnost ustavljanja ameriških udarnih skupin letalonosilk. Grajene so strateške jedrske podmornice razredov Borej (dvanajst podmornic) in Habarovsk (štiri podmornice, nosilke strateških torpedov na jedrski pogon 2M-39 Pozejdon) ter jurišne jedrske podmornice razreda Jasen (enajst podmornic). Po letu 2023 naj bi Rusija začela z gradnjo novega razreda jurišnih jedrskih podmornic Lajka, ki bodo manjše in cenejše od podmornic razreda Jasen.
Obstoječe podmornice razreda Ščuka-B so množično modernizirane in bodo del ruske vojne mornarice še globoko v 2030-ta leta. Med globoko modernizacijo podmornice prejmejo sodobne rakete Kalibr. Modernizacijo je v letih 2014–2020 prva dokončala podmornica Vepr razreda Ščuka-B, za sestrske podmornice Leopard, Volk in Samara pa modernizacija poteka v letih 2013–2022, 2014–2023 in 2020–2023. Podmornici razreda Antej Irkutsk in Čeljabinsk bosta po modernizaciji v letih 2013–2023 in 2023– postali nosilki najsodobnejših hiperzvočnih raket Cirkon). Druge podmornice so namesto modernizacije prestale samo remont.A Zaradi programa množični sočasnih modernizacij, ki trajajo dlje kot je bilo sprva predvideno, ima Ruska vojna mornarica v aktivni uporabi manjšino jurišnih jedrskih podmornic, druge, kot je Pantera, pa ostajajo nedelujoče brez jasnih obetov za popravilo.

### Ladje
Po razpadu Sovjetske zveze je Rusija še naprej gradila ladje obstoječih razredov Orlan (Pjotr Veliki) in Fregat (Admiral Čabanenko), vendar s počasnejšim tempom zaradi manjšega proračuna. Po letu 2000 se je začela gradnja novih razredov ladij, ki se je sprva osredotočala na manjše ladje, kot so korvete razredov Steregušči in Bujan ter fregate razreda Gepard. 
Po letu 2010 se je začela gradnja večjih ladij, fregat, razredov Burevestnik in Admiral Gorškov. Rusija je sprva načrtovala gradnjo 10–12 fregat razreda Admiral Gorškov, od katerih bi prva vstopila v uporabo leta 2011 od katerih bi bilo šest dodeljenih Črnomorski floti. Zaradi zelo počasne gradnje (prva ladja dokončana leta 2018) in težav z dobavami motorjev iz Ukrajine so za Črnomorsko floto zgradili tri nadomestne fregate razreda Burevestnik (in več korvet razredov Bujan in Karakurt). 
Po letu 2020 je Rusija začela graditi motorje in menjalnike za fregate razreda Admiral Gorškov sama in gradnja fregat se je pospešila (druga ladja je bila dokončana leta 2020). Fregate naj bi postale glavno sredstvo projekcije moči ruske vojne mornarice na odprtem morju.
Leta 2024 načrtuje Rusija začetek gradnje večjih fregat razreda Super-Gorškov z izpodrivom 7000 t in 112 navpičnimi izstrelitvenimi celicami, gradnja rušilcev na jedrski pogon razreda Lider z izpodrivom 19.000 t in okrog 200 navpičnimi izstrelitvenimi celicami pa je bila preložena za nedoločen čas. Leta 2020 je Rusija prvič v sodobni zgodovini začela z gradnjo dveh nosilk helikopterjev razreda Ivan Rogov z izpodrivom okrog 40.000 t in nosilnostjo okrog 20 helikopterjev ter brezpilotnih letal in 900 pripadnikov mornariške pehote.
Poleg tega Rusija množično modernizira večje ladje iz sovjetskega obdobja, npr. letalonosilko Admiral Kuznjecov (2017–2024), težko jedrsko raketno križarko razreda Orlan Admiral Nahimov (2013–2024) in rušilce razreda Fregat. Od slednjih je Maršal Šapošnikov modernizacijo že dokončal, rušilca Admiral Čabanenko (2013–2024) in Admiral Vinogradov (2021–2024) pa sta še v postopku modernizacije.

## Odprave in vaje

### Oceanski ščit
Med leti 2018–2020 je bila organizirana mornariška vaja Oceanski ščit.
Vojaška vaja Oceanski ščit je bila prvič organizirana med 1. in 8. septembrom 2018. Za razliko od poznejših ponovitev, ki so potekale v Baltskem morju, je bila organizirana v Sredozemskem morju. Vključevala je 26 ladij, 2 podmornici in 34 letal. Med njimi je bila križarka Maršal Ustinov, rušilca Smetlivi in Severomorsk, fregate Admiral Grigorovič, Admiral Essen, Admiral Makarov, Pitlivi in Jaroslav Mudri, korvete Višni Voločjok, Grad Svijažsk in Veliki Ustjug in dizel-električni podmornici Kolpino in Veliki Novgorod. Med prisotnimi letali so bili bombniki Tu-160 in protipodmorniška letala Tu-142 ter Il-38 in palubni lovci Su-33 ter MiG-29K. To je bila največja ruska mornariška vaja v Sredozemskem morju po koncu hladne vojne in največja ruska mornariška vaja daleč od domače obale po hladni vojni.
Med 1. in 9. avgustom 2019 je potekala mornariška vaja z največjim številom udeleženih ladij v samostojni Rusiji, Oceanski ščit 2019. Vaja v Baltskem morju je vključevala 69 ladij, med njimi 49 vojnih in 20 pomožnih ladij. 22 znanih ladij so križarka Maršal Ustinov, rušilec Severomorsk in fregata Admiral Gorškov Severne flote ter fregata Jaroslav Mudri, korvete Steregušči, Soobrazitelni, Stojki, Bojki, Passat, Gejzer, Serpuhov, Mitišči, Čuvašija, Moršansk, Liven, Urengoj, R-257 in amfibijskodesantne ladje Aleksandr Šabalin, Kaliningrad, Minsk ter Koroljov Baltske flote. Drugi možni udeleženci so ladje, udeležene v julijski mornariški paradi v Sankt Peterburgu, tj. jurišna jedrska podmornica Smolensk, fregata Admiral Kasatonov, korveta Gremjašči in dizel-električna podmornica Kronštadt.
Med 3.–31. avgustom 2020 je potekala tretja vaja Oceanski ščit.

### Kombinirane vaje več flot
Junija 2021 je imela Ruska vojna mornarica verjetno najmočnejše vojaške vaje v zgodovini samostojne Rusije. Vaje so potekale pred vrhom Putin-Biden v Ženevi, podobno kot operaciji »Aport« in »Atrina«, ki sta potekali v letih 1985 in 1987 pred srečanji Gorbačova in Reagana za izboljšanje sovjetskih pogajalskih izhodišč. Po uradnih podatkih so bile vaje reakcija na vaje ameriške vojne mornarice Agile Dagger 2021, ki so vključevale tretjino vseh aktivnih podmornic ameriške Tihooceanske flote. Sredi junija so bile sočasno na morju štiri ruske križarke in štiri rušilci ali vse večje operativne ladje ruske vojne mornarice razen rušilca Severomorsk, kar je bilo najverjetneje prvič po razpadu Sovjetske zveze.
Severna flota je poslala v Barentsovo morje raketni križarki Pjotr Veliki razreda Orlan in Maršal Ustinov razreda Atlant, raketnega rušilca Vice-admiral Kulakov razreda Fregat ter podmornice Kaluga razreda Paltus, Gepard razreda Ščuka-B in Dmitrij Donskoj razreda Akula, pa tudi najnovejšo amfibijskodesantno ladjo Pjotr Morgunov.
Tihooceanska flota je imela med 7. in 24. junijem velike vaje v osrednjem delu Tihega oceana, kar so bile prve ruske mornariške vaje na tem območju po hladni vojni. Vključevale so raketno križarko Varjag razreda Atlant, raketna rušilca Maršal Šapošnikov in Admiral Panteljejev razreda Fregat, korvete Gromki, Soveršeni in Aldar Cidenžapov razreda Steregušči, jedrsko podmornico (najverjetneje Omsk) ter vohunsko ladjo Karelija. Vaje so se v osrednjem delu Tihega oceana začele 10. junija in 21. junija so ladje 2500 navtičnih milj jugovzhodno od Kurilskih otokov simulirale napad na sovražnikovo udarno skupino ladij letalonosilke. Pred tem so bile ladje razdeljene v dve skupini, ki sta pluli na razdalji 300 navtičnih milj, od katerih je ena igrala vlogo sovražnika. V vajah je bila udeležena tudi sledilna ladja Maršal Krilov, ki je delovala kot poveljniška ladja za poveljnika vaj kontraadmirala Konstantina Kabanceva, bolniška ladja Irtiš in protipodmorniška letala Tu-142 ter Il-38 in prestrezniki MiG-31BM. 24. junija, na zadnji dan vaj, so v osrednji del Tihega oceana poleteli še trije strateški bombniki Tu-95, ki so izvedli simulirane napade na kritično infrastrukturo sovražnika in mornariški bombniki Tu-22M, ki so izvedli simulirani napad na sovražnikovo udarno skupino letalonosilke v spremstvu prestreznikov MiG-31BM in tankerjev Il-78.
Rušilec Admiral Tribuc je Tihooceanska flota namestila v Južnokitajsko morje skupaj z jurišno jedrsko podmornico Nerpa razreda Ščuka-B.
Črnomorska flota je 18. junija poslala gardno raketno križarko Moskva v Sredozemsko morje.

### Arktični ocean
26. marca 2021 so prvič po koncu hladne vojne v Arktičnem oceanu prišle na površino tri ruske jedrske podmornice naenkrat in pri tem (s torpedom) prebile 1,5 m debel ledeni pokrov (podmornice Tula, Knjaz Vladimir in Podmoskovje). Izplutje je bilo izvedeno z veliko natančnostjo v krogu premera 300 m.

### Sredozemsko morje
Od leta 2015 potekajo vsakoletne mornariške vaje z Egiptom, poleg tega ima Rusija vsakoletne mornariške vaje z Alžirijo.

### Indijski ocean
Ruska vojna mornarica od leta 2003 organizira vsakoletne mornariške vaje z Indijo in od leta 2012 s Kitajsko. Leta 2021 je bila izvedena tudi mornariška vaja z državami ASEAN.
Leta 2019 so potekale prve mornariške vaje Rusije, Kitajske in Južnoafriške republike ter Rusije, Kitajske in Irana.
Od leta 2019 potekajo vsakoletne rusko-iranske mornariške vaje.

### Tihi ocean
23. oktobra 2021 sta Ruska in Kitajska vojna mornarica organizirali prvo skupno patruljiranje vojnih ladij v zgodovini. Pri odpravi je sodelovalo po pet vojnih ladij vsake vojne mornarice: po dva rušilca in korveti ter poveljniška ladja. Rusijo so v odpravi zastopali rušilca Admiral Panteljejev, Admiral Tribuc, korveti Geroj Rosijskoj federaciji Aldar Cidenžapov in Gromki ter poveljniška ladja Maršal Krilov. Patruljiranje je potekalo med drugim skozi ožino Cugaru med japonskima otokoma Honšu in Hokaido.